# Šumná

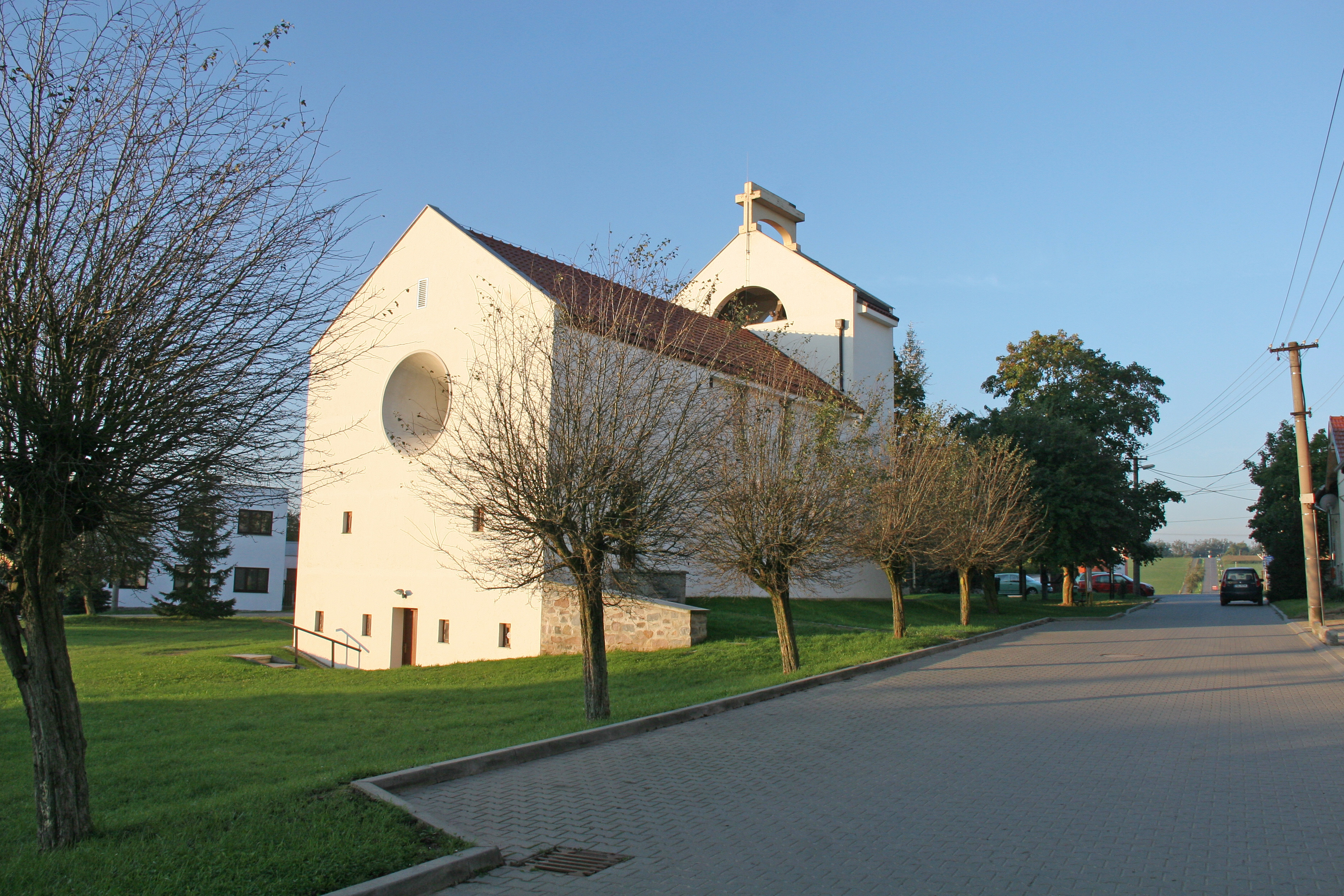
Heiliggeistkirche

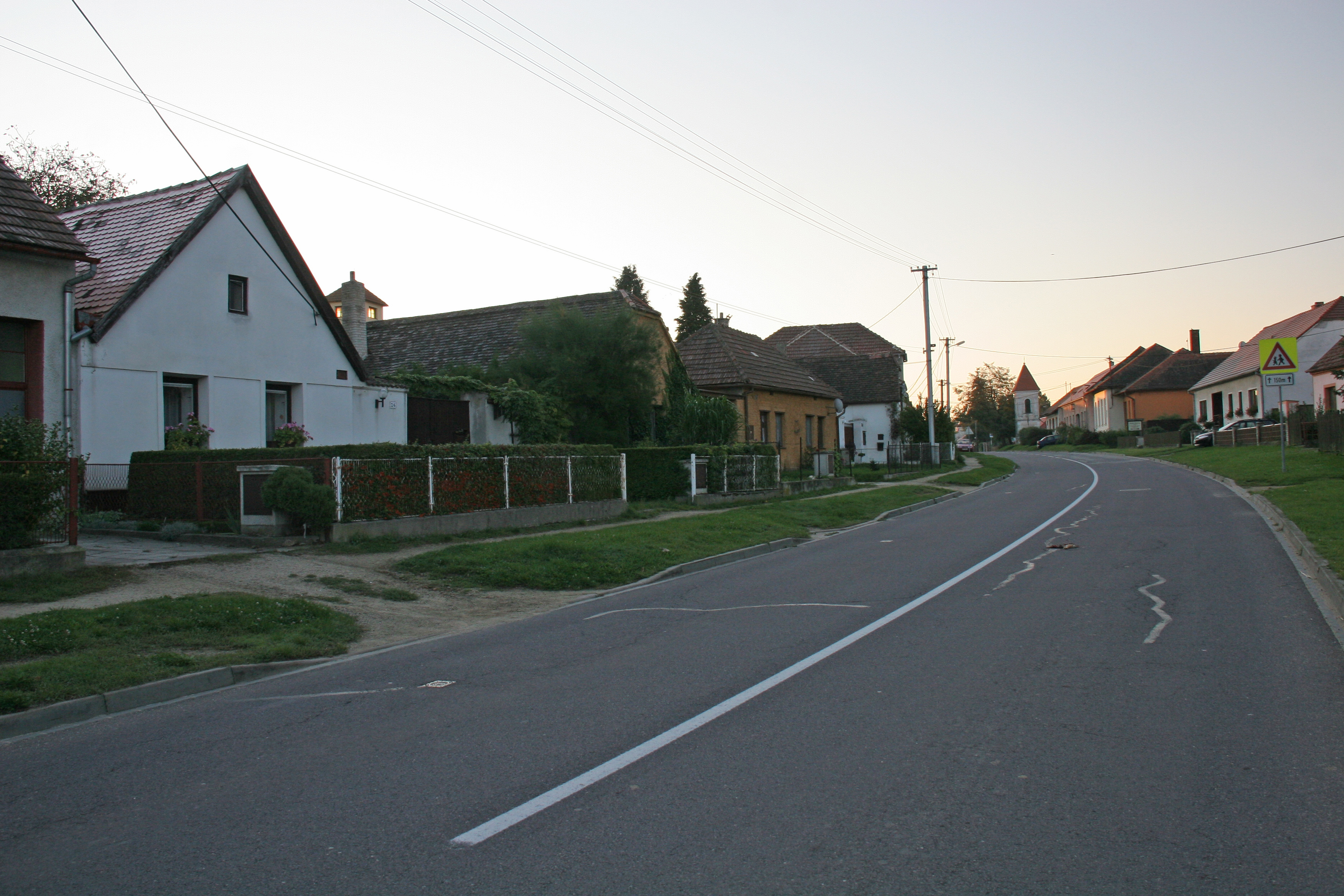
Dorfstraße

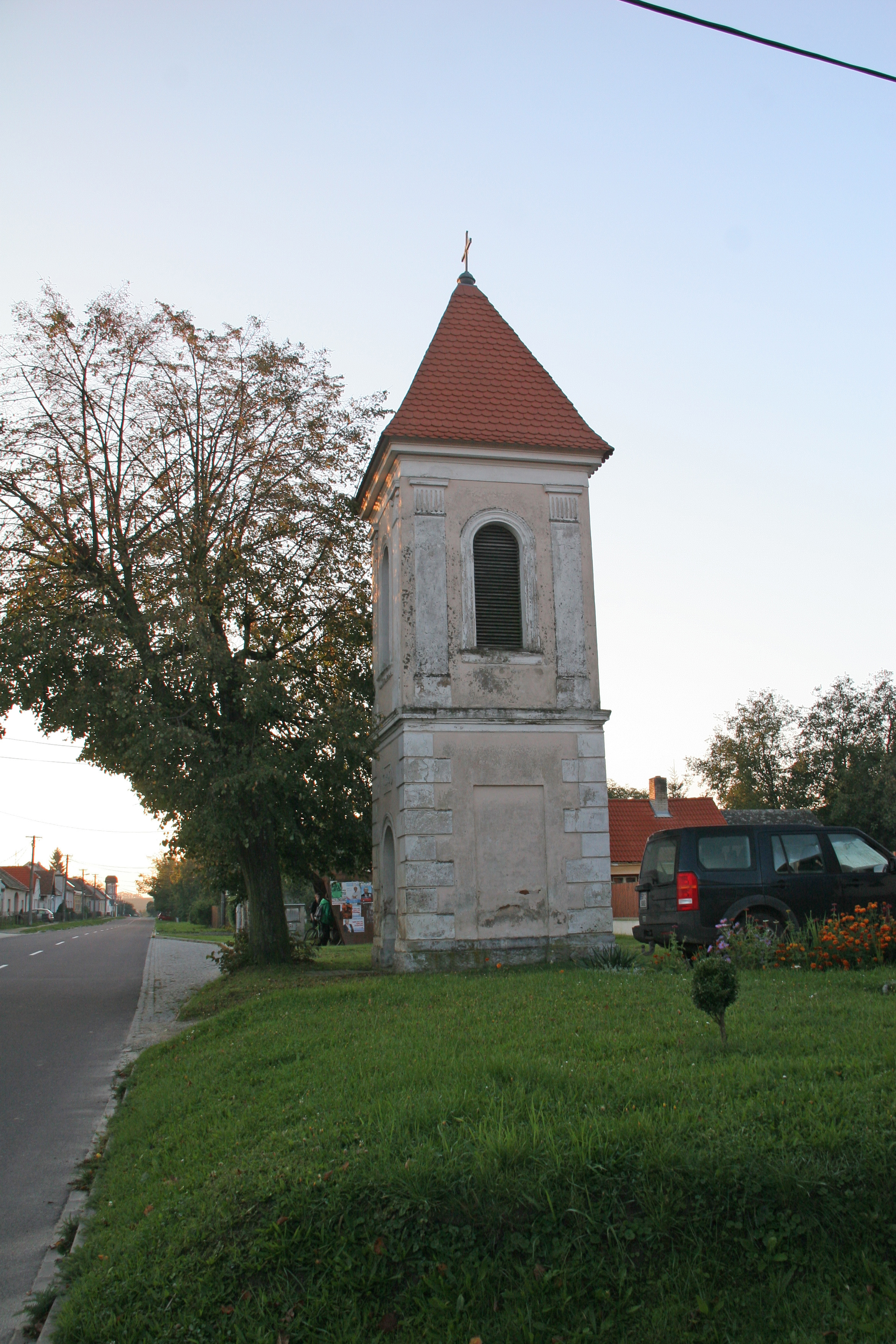
Glockenturm

Šumná, bis 1949 Šumvald, (deutsch Schönwald) ist eine Gemeinde im Okres Znojmo in Tschechien.

## Geographie
Šumná liegt in 438 m ü. M. nördlich der Straße von Znojmo nach Vranov nad Dyjí in der Jevišovická pahorkatina. Der Ort ist als eine Zeilensiedlung angelegt. Östlich des Dorfes fließt der Plenkovický potok.
Nachbargemeinden sind Lesná u Znojma, Onšov, Štítary und Vranovská Ves.

## Geschichte
So wie auch Lesná (Liliendorf) ist Schönwald 1798 eine Gründung von Joseph Hilgartner, Ritter von Lilienborn, dem Eigentümer der Herrschaft von Frain an der Thaya. Um den Kaufpreis für die Herrschaft Frain zu erwirtschaften, ließ er große Waldflächen roden und das Holz verkaufen. Auf den Kahlschlägen siedelte er Freiwillige an, die die von ihnen bewirtschafteten Grundstücke kaufen und sich selbst vom noch üblichen Robot freikaufen konnten.
Bereits 1799 verkaufte er die Herrschaft Frain wieder, doch Schönwald mit 30 Höfen blieb bestehen. Allerdings war es Schiltern (Štítary) eingemeindet; erst am 3. Mai 1923 wurde Šumná selbständige Gemeinde.
Mit der Eröffnung der Nordwestbahn wurde Schönwald auch die Bahnstation für Frain an der Thaya. Während der Bauarbeiten an der Frainer Talsperre war hier der Ausgangspunkt einer Eisenbahnstrecke für Materialtransporte zur Baustelle.
Nach dem Ersten Weltkrieg zerfiel der Vielvölkerstaat Österreich-Ungarn. Der Vertrag von Saint-Germain 1919 erklärte den Ort, dessen Bewohner im Jahre 1910 zu 97 % einen bairisch-österreichischen Dialekt des Deutschen verwendeten, zum Bestandteil der neuen Tschechoslowakischen Republik. Zwischen den Volkszählungen 1910 und 1930 wuchs der Anteil der Tschechisch sprechenden Bevölkerung von 0,8 % auf 78 %. Nach dem Münchner Abkommen wurde Schönwald am 1. Oktober 1938 ein Teil des – seit März 1938 – deutschen Reichsgaus Niederdonau.
Nach dem Ende des Zweiten Weltkrieges wurde Šumvald 1945 wieder der Tschechoslowakei zugeordnet. Wegen der Nachkriegsexzesse gegenüber der deutschen Bevölkerung durch militante Tschechen flohen viele deutsche Bürger über die nahe Grenze nach Österreich. Drei Zivilpersonen kamen dabei zu Tode. Zwischen dem 9. Juli und dem 18. September 1946 erfolgte die „geordnete“ Zwangsaussiedlung der letzten 106 deutschen Bewohner nach Deutschland. Der Ort wurde neu besiedelt. Das Vermögen der deutschen Ortsbewohner wurde durch das Beneš-Dekret 108 konfisziert und die katholische Kirche in der kommunistischen Ära enteignet.
Matriken werden seit 1798 geführt. Alle Geburts-, Trauungs- und Sterbematriken bis zum Jahre 1949 befinden sich im Landesarchiv Brünn. Zwischen 2005 und 2008 erfolgte der Bau der Kirche.

## Wappen und Siegel
Da Schönwald ein Ortsteil von Schiltern war, hatte dieses bis 1923 kein eigenes Gemeindesiegel. Erst ab 1923 führte der Ort einen zweisprachigen Gemeindestempel, welcher einen zweiblättrigen Eichenzweig mit drei Eicheln zeigte.

## Bevölkerungsentwicklung
| Volkszählung | Einwohner gesamt | Volkszugehörigkeit der Einwohner | Volkszugehörigkeit der Einwohner | Volkszugehörigkeit der Einwohner |
| Jahr         | Einwohner gesamt | Deutsche                         | Tschechen                        | Andere                           |
| ------------ | ---------------- | -------------------------------- | -------------------------------- | -------------------------------- |
| 1880         | 229              | 229                              | –                                | –                                |
| 1890         | 185              | 182                              | 1                                | 2                                |
| 1900         | 211              | 204                              | 6                                | 1                                |
| 1910         | 236              | 229                              | 2                                | 5                                |
| 1921         | 418              | 103                              | 252                              | 63                               |
| 1930         | 629              | 111                              | 489                              | 29                               |

## Sehenswürdigkeiten
- Glockenturm[11]
- Ruine der Burg Šenkenberk, drei Kilometer nordwestlich des Dorfes
- Heiliggeistkirche